# Nutzfahrzeuggesellschaft Arbon & Wetzikon
La Nutzfahrzeuggesellschaft Arbon & Wetzikon, più nota con l'acronimo NAW, era
un'azienda svizzera produttrice di mezzi di trasporto pubblico nata nel 1982, in seguito alla fusione della Franz Brozincevic & Cie, Wetzikon con la Saurer, e che ha chiuso i battenti nel 2003.

## Storia

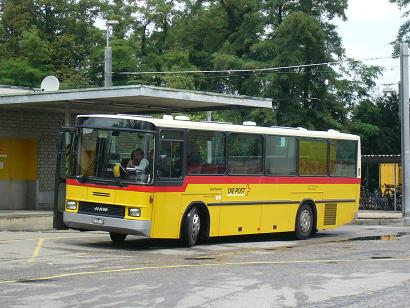
Autopostale NAW Hess

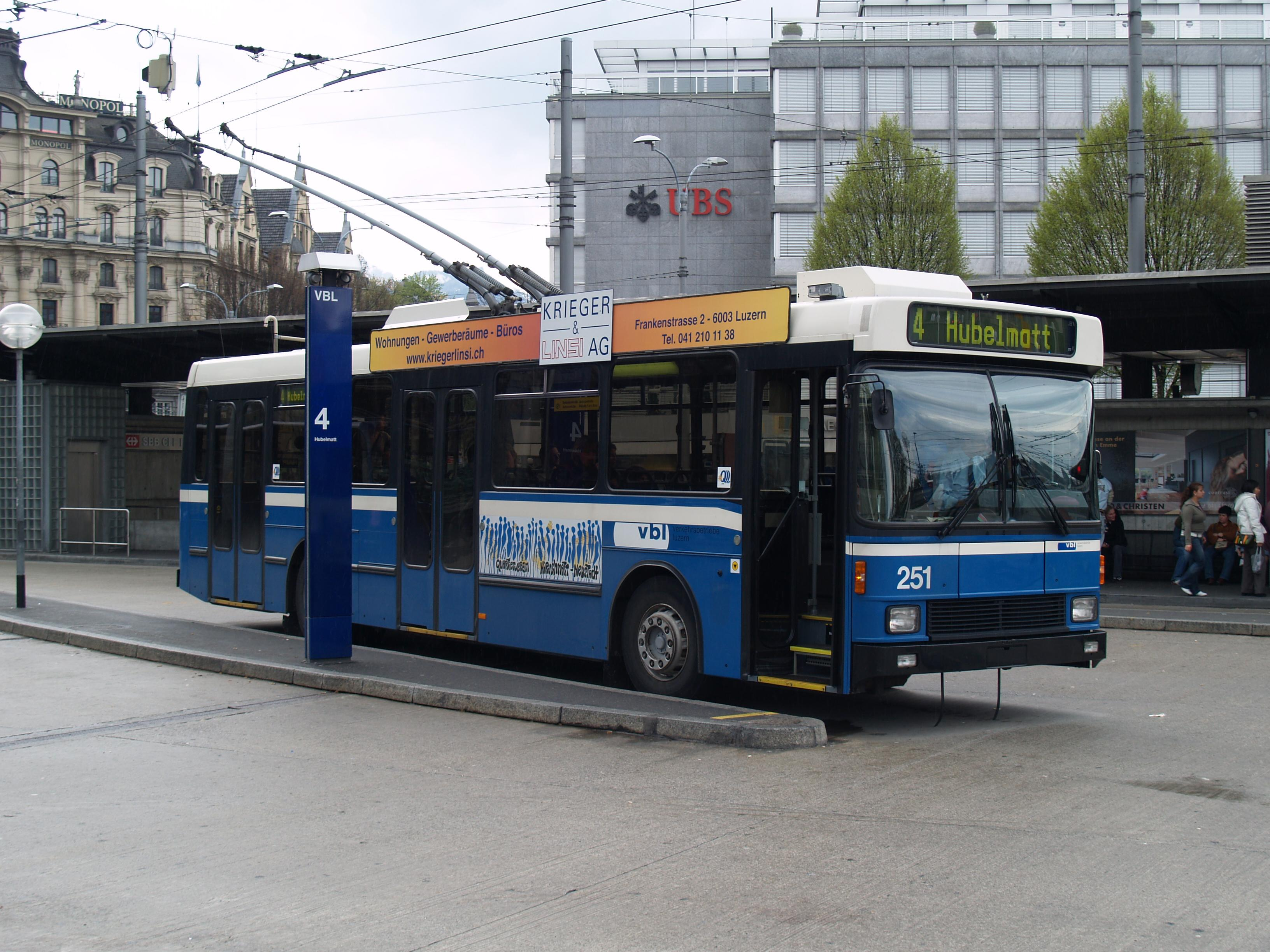
Lucerna: filobus NAW Hess del VBL n. 251 sulla linea 4

In vent'anni di attività, dal 1982 al 2002, la NAW si è distinta nella realizzazione di autobus, corriere postali e filobus, in collaborazione con altre aziende elvetiche come le Carrosserie Hess, destinati principalmente al mercato svizzero.
Nella riunione generale del 29 novembre 2002 è stata decisa la dissoluzione della società, posta in liquidazione all'inizio del 2003.